# Sanila
Sanila fou lloctinent del comte Gaucelm del Rosselló i d'Empúries (germà de Bernat de Septimània). Era d'origen got. El 820 va formular l'acusació contra el comte de Barcelona, Berà, al palau imperial, i el va desafiar a resoldre la qüestió en un duel judicial al qual l'Emperador Lluís I el Pietós, després d'intentar arreglar-ho pacíficament, va haver d'accedir. Sanila, que era més jove que Berà, va triar com a sistema de lluita un de típicament got, a cavall i amb armes lleugeres i javelina, al qual els francs no estaven acostumats (aquest va ser el primer precedent dels duels de l'Edat mitjana) va guanyar el combat i va provocar la deposició de Berà. Tornà a aparèixer el 832 o 833 quan marxà amb Gaucelm dels comtats de Rasès i Conflent, on intentava resistir-se a la pèrdua dels seus territoris. El 834 va morir al costat de Gaucelm lluitant a la guerra civil franca a Chalon-sur-Saône. Allí mateix van morir Gaucelm i la seva germana monja Gerberga.